# Hüsker Dü
Hüsker Dü foi uma banda americana de rock alternativo formada em Minneapolis-Saint Paul em 1979, que começou como uma banda de hardcore punk nos moldes de Black Flag e Minor Threat, tornando-se posteriormente uma mistura entre rock psicodélico dos anos 1960 com o punk e o hardcore que tocavam antes.
Suas canções eram notáveis por unir a velocidade e agressividade do punk com o senso de melodia e sentimentalismo do pop, distanciando-se do engajamento político que apresentavam as demais bandas de hardcore. Frequentemente tida como uma das pioneiras do rock alternativo, a banda experimentou relativo sucesso nas rádios universitárias, mas separou-se antes de atingir sucesso comercial.

## História

### Início, formação e primeiros lançamentos
O Hüsker Dü foi formado em Minneapolis, Minnesota em 1979. Em 1979, Bob Mould estudava no Macaster College e trabalhava em uma loja de discos em Saint Paul, na qual conheceu Grant Hart e Greg Norton. Os três tinham gostos musicais diferentes, sendo que todos gostavam de hardcore punk. No entanto, pode-se notar que eles sempre quiseram diferenciar-se das outras bandas de hardcore punk, começando pelo nome. Enquanto outras bandas usavam nomes de clara tonalidade política, eles pegaram o nome de um jogo de tabuleiro dinamarquês dos anos 50: Hüsker Dü - que, sem os tremas, quer dizer "você se lembra?" em dinamarquês e norueguês.
No início dos anos 80, o Hüsker Dü conquistou um público local - quase todas as banda de Minneapolis, de Replacements a Soul Asylum, se pareciam com o Hüsker Dü. Tanto Mould quando Heart compunham as músicas e cantavam. Em 1981, eles lançaram seu primeiro single, "Statues" na gravadora local Reflex, logo seguido pelo lançamento do álbum Land Speed Record, contendo 17 músicas em apenas 26 minutos, lançado pela New Alliance Records. No fim daquele ano, eles lançaram um EP igualmente rápido e pesado, In A Free Land.
Em 1982, eles voltaram a Reflex, onde lançaram Everything Falls Apart, o primeiro disco gravado em estúdio. Naquela época, o Hüsker Dü tinha começado a fazer intermináveis turnês pelo circuito underground americando, viajando pelo país numa van e tocando em pequenos clubes pelo país. Junto com Minutemen, R.E.M., Black Flag, Meat Puppets e Replacements, o Hüsker Dü formava um grupo de bandas independentes que contruiram um reputação pelas turnês contantes e tendo seus discos tocados nas rádios universitárias - essas bandas formavam o rock underground dos Estados Unidos na metade dos anos 80. Os shows do Hüsker Dü eram um espetáculo a parte, bastante peculiar. Eles praticamente não falavam com o público e emendavam as músicas uma na outra, sem interrupção. Além de uma agenda concorrida de show, o Hüsker também passou a gravar assiduamente, lançando o EP Metal Circus em 1983. 

### A fase alternativa
Então seguem os cinco melhores discos da banda, Zen Arcade (1984), New Day Rising (1985), Flip Your Wig (1985), Candy Apple Grey (1986) e Warehouse: Songs & Stories (1987). Nestes discos a banda entrega-se totalmente a sonoridade pop, em maior parte influenciada por bandas de rock psicodélico dos anos 60 como The Byrds e Beatles e em menor parte, pelo pop punk de bandas como Buzzcocks, criando obras-primas da cultura pop contemporânea.
Dentre estes discos, o menos coeso é Candy Apple Grey, pois os compositores principais da banda, Mould e Hart começavam a brigar por espaço.

### O final da banda
Em Warehouse: Songs & Stories, eles aumentam o tamanho do disco, evitando alguns conflitos - assim como os Beatles fizeram com o White Álbum, um disco duplo no qual todos ganharam espaço. De qualquer modo, a briga continuou, quando tanto Bob Mould e Grant Hart encontravam-se em graves problemas com drogas. Em 17 de Dezembro de 1987, o Hüsker Dü chegou ao seu fim.
Em 1993, o disco Everything Falls Apart & More foi lançado, reciclando o disco Everything Falls Apart. Em 1994 um disco ao vivo foi lançado, chamado The Living End, com gravações já velhas. Muitas releituras foram lançadas apenas em singles, como "Ticket to Ride" (original dos Beatles), "Eight Miles High" (original dos The Byrds) e "Mary Tyler Moore Show Theme" (original de Sunny Curtis).
Após o fim do Hüsker Dü, Bob Mould e Grant Hart foram cuidar de seus problemas com drogas e cuidarem de projetos musicais diferentes. Mould lançou discos solo e com a banda Sugar. Também participa de um duo chamado Blowoff, onde toca canção eletrônica. Body of Song, lançado em Junho de 2005  mostra certa influência de música eletrônica e traz Brendan Candy do Fugazi na bateria. Em 2012, junto com Jason Narducy (baixo) e Jon Wurster (bateria), Mould lançou seu décimo álbum solo, Silver Age, pelo selo Merge Records.
Hart também lançou discos solo e gravou com a banda Nova Mob e Greg Norton seguiu o caminho mais inusitado de todos, virou chefe de cozinha.

## Integrantes
- Bob Mould - guitarrista e vocalista (Malone, Nova Iorque, 16 de Outubro de 1960)
- Grant Hart - baterista e vocalista (Saint Paul, Minnesota, 18 de Março de 1961- Minneapolis, Minnesota, U.S., 13 de Setembro de 2017)
- Greg Norton - baixista (Rock Island, Illinois, EUA, 13 de Março de 1959)

## Discografia

### Álbuns de estúdio
- Everything Falls Apart (1983)
- Zen Arcade (1984)
- New Day Rising (1985)
- Flip Your Wig (1985)
- Candy Apple Grey (1986)
- Warehouse: Songs and Stories (1987)

### EPs
- Metal Circus (1983)
- Sorry Somehow (1986)

### Singles
- "Statues" (1981)
- "In A Free Land" (1982)
- "Eight Miles High" (1984)
- "Celebrated Summer" (1984)
- "Makes No Sense At All" (1985)
- "Sorry Somehow" (1986)
- "Don't Want To Know If You Are Lonely" (1986)
- "Could You Be The One?" (1987)
- "She's A Woman (And Now He Is A Man)" (1987)
- "Ice Cold Ice" (1987)

## Prêmios e Honrarias
- O programa Extrato MTV considerou o Hüsker Dü o 5o melhor Power Trio da história.[3]